# Kostel svaté Kateřiny (Dolany)
Římskokatolický kostel svaté Kateřiny stával v zaniklé vesnici Dolany v okrese Chomutov. Až do svého zániku býval farním kostelem ve farnosti Dolany. Stával na hřbitově nad návsí.

## Historie
První dolanský kostel mohl podle Antonína L. Frinda stát už v jedenáctém století a k němu mohly patřit pozůstatky zdiva nalezené na jihozápadním okraji vesnice. 

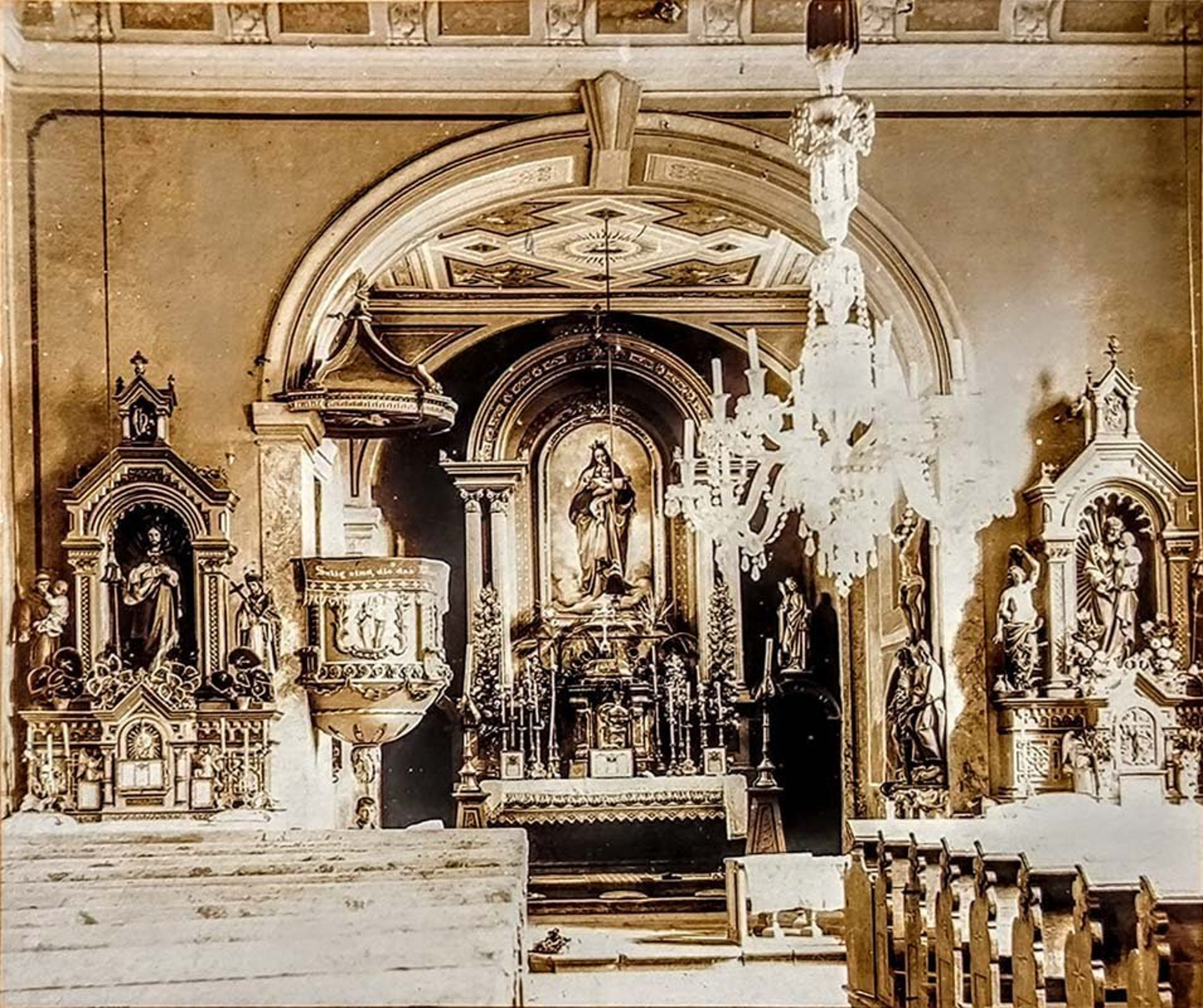
Interiér kostela na fotografii z roku 1910

Písemnými prameny je existence kostela doložena k roku 1352, kdy farnost odváděla plat ve výši osmnácti grošů. Podle lidové tradice starý kostel zanikl během třicetileté války a obnoven byl v raně barokním slohu roku 1662.
Na počátku 18. století  byl kostel ve velmi špatném stavu. Podle popisu z roku 1728 měl poškozenou střechu, kterou zatékalo, zpuchřelý krov a ve zdivu byly velké trhliny. Věž kostela se při větru dokonce kolébala. Farář Ignác Schwarz si navíc stěžoval, že kostel je příliš malý. Generální vikář Daniel z Mayernu proto 13. července 1728 povolil opravy, na které bylo kromě stavebních výdajů vynaloženo 3 558 zlatých a šedesát krejcarů.
Roku 1876 byl kostel nově vysvěcen pod patrociniem Panny Marie. Zbořen byl spolu s vesnicí v roce 1967, protože stál v místech zaplavených vodou vodní nádrže Nechranice.

## Stavební podoba

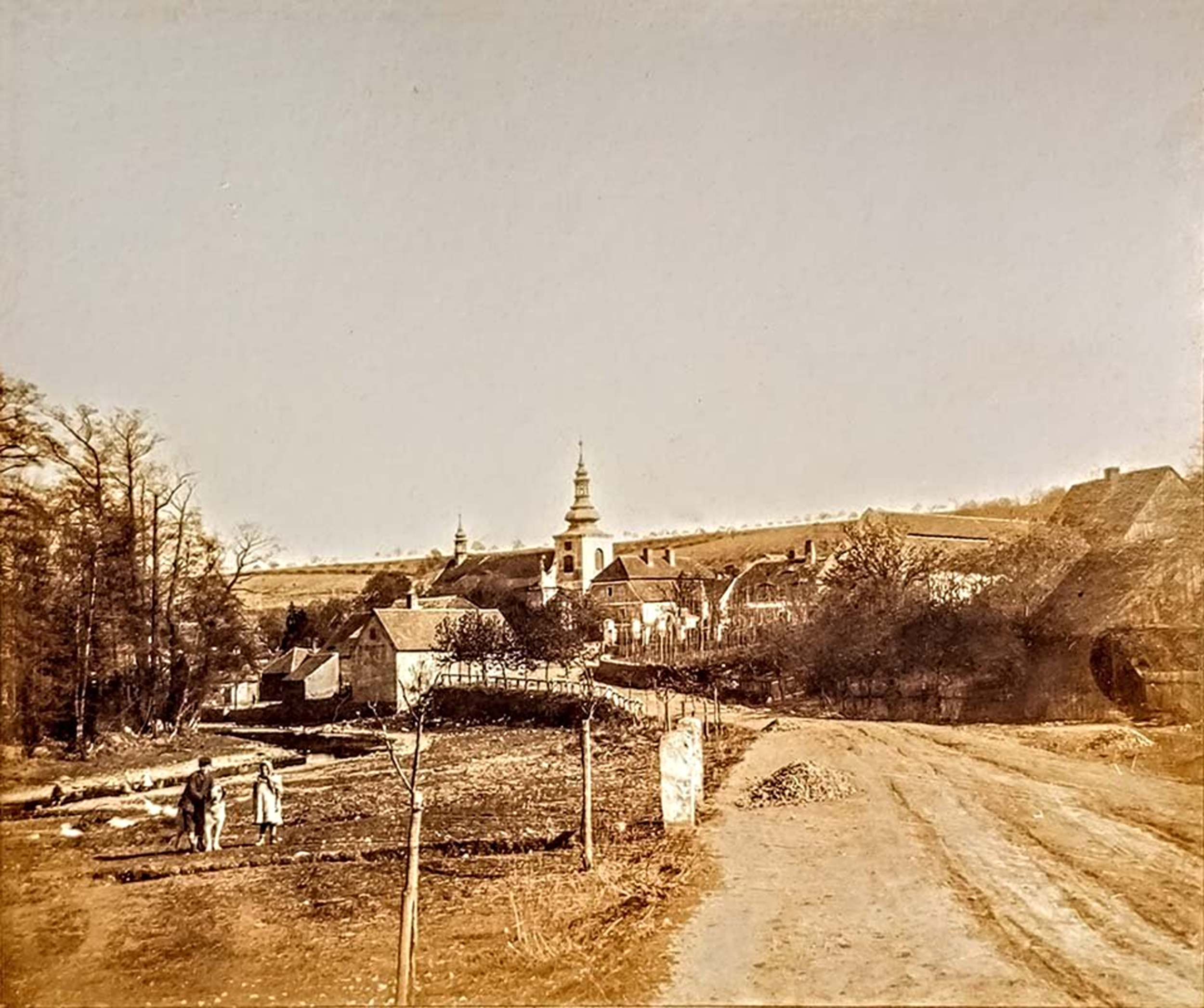
Pohled na vesnici v roce 1910

Obdélný jednolodní kostel měl hladké nečleněné stěny. Před západním průčelím stála hranolová věž členěná lizénami z roku 1695 a na protější straně presbytář, který pocházel z doby před rokem 1662. K severní straně presbytáře přiléhala sakristie a k jižní malá kaple. V exteriérových nikách byly umístěné sochy svaté Kateřiny a svaté Markéty.